# UFC Fight Night: Błachowicz vs. Santos
UFC Fight Night: Błachowicz vs. Santos (también conocido como UFC on ESPN+ 3 o UFC Fight Night 145) fue un evento de artes marciales mixtas producido por Ultimate Fighting Championship que tuvo lugar el 23 de febrero de 2019 en la O2 Arena en Praga, República Checa.

## Historia
El evento marcó la primera visita de la promoción a República Checa.
Un combate de peso semipesado entre Jan Błachowicz y Thiago Santos encabezó el evento.
Darko Stošić enfrentaría a Magomed Ankalaev en el evento. Sin embargo, Stošić abandonó la pelea el 23 de enero por una lesión. Ankalaev enfrentó al recién llegado Klidson Abreu.
Se esperaba que Sam Alvey enfrentara a Gadzhimurad Antigulov en el evento. Sin embargo, el 25 de enero, se reportó que Alvey fue elegido para reemplazar a un peleador en la cartelera de UFC 234, como resultado su pelea en este evento fue cancelada.
Se esperaba que Ramazan Emeev enfrentara a Michel Prazeres. Sin embargo, el 4 de febrero fue reportado que Emeev tuvo que abandonar la pelea por una lesión. Fue reemplazado por el recién llegado Ismail Naurdiev.
En el pesaje, Carlos Diego Ferreira y Klidson Abreu no dieron el peso para sus respectivas peleas. Ferreira pesó 157 libras, una libra por encima del límite de la división de peso ligero (156 lbs), mientras tanto Abreu pesó 209 libras, 3 libras por encima del límite de la división de peso semipesado (206 lbs). Ambos peleadores fueron multados con el 20% de su salario y sus peleas procedieron en un peso acordado respectivamente.

## Bonificaciones
Los siguientes peleadores recibieron $50,000 en bonos:
- Actuación de la Noche: Thiago Santos, Stefan Struve, Michal Oleksiejczuk y Dwight Grant